# Tudhaliya IV
Tudhaliya IV est un roi hittite (Nouvel Empire) qui régna de 1238 à 1215 av. J.-C. (en chronologie courte).

## Vie
Tudhaliya IV succéda à son père Hattusili III. La reine-mère, Puduhepa, grande épouse de Hattusili, et sans doute mère de Tudhaliya, joua un grand rôle durant son règne.

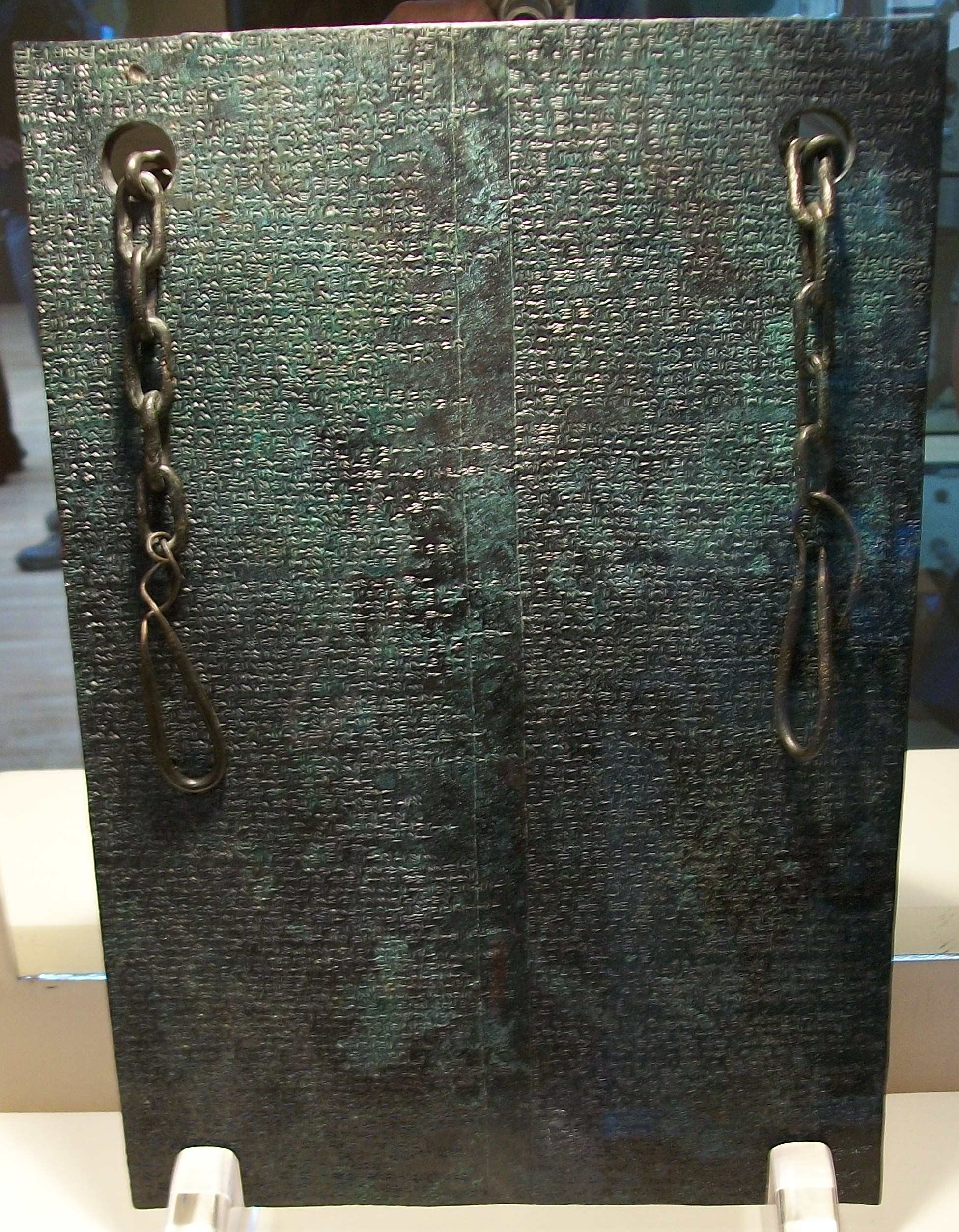
Tablette en bronze du traité entre le roi hittite Tudhaliya IV et Kurunta de Tarhuntassa. La tablette, découverte en 1986 à Hattusa et répertoriée sous le nom de Bo 86/299, est conservée au musée des civilisations anatoliennes d'Ankara.

Le règne de Tudhaliya est marqué par la conquête du royaume d'Alashiya, sans doute situé sur l'île de Chypre. Comme son père, il connaît des déboires face à l'Assyrie, dont le roi Tukulti-Ninurta Ier lui inflige plusieurs revers de conséquences limitées. Il signe un traité d'alliance, retranscrit sur une tablette de bronze retrouvée à Hattusha, avec son cousin Kurunta de Tarhuntassa. Mais il semble que ce dernier ait tenté de le renverser et de monter sur le trône hittite, sur lequel, comme fils de Muwatalli II, il avait des droits.
Tudhaliya IV fut très actif en matière religieuse : il restaura et agrandit le sanctuaire rupestre de Yazilikaya, où il se fit représenter en compagnie de son dieu protecteur, Sharruma. Sous son règne, des divinités hourrites comme Teshub, Hebat et leur fils Sharruma prirent une place prépondérante dans le panthéon royal hittite. 
Tudhaliya portait lui-même un nom hourrite, Tashmi-Sharruma, avant de prendre son nom de règne. Il est probable que cette « hourritisation » du royaume hittite se soit faite en grande partie sous l'impulsion de Puduhepa, elle-même d'origine hourrite.
À la mort de Tudhaliya IV, son fils Arnuwanda III lui succéda jusqu'en 1210 av. J.-C., puis un autre de ses fils, Suppiluliuma II, monta à son tour sur le trône.

## Lignage
L'arbre généalogique ci-dessous est une reconstruction possible, parmi d'autres, du lignage de la famille royale de l'empire hittite. La nomenclature des souverains, les liens de parenté demeurent obscurs par de nombreux aspects,,.